# Имшенецкий, Александр Самуилович
Александр Самуилович Имшенецкий (21 ноября 1871 — 21 января 1920) — российский военачальник, генерал-майор (1919), герой Первой мировой войны.

## Биография
Из дворян Черниговской губернии, сын священника.
В 1891 году окончил Духовную семинарию, в 1893 году Чугуевское военное училище. В 1893 году выпущен был подпоручиком в Ахалцыхский 162-й пехотный полк.
В 1897 году произведён в поручики, в 1901 году в штабс-капитаны. Участник Русско-японской войны, в 1905 году за храбрость награждён орденом Святой Анны 4-й степени с надписью «За храбрость». В этом же коду произведён в капитаны.
После войны служил в Могилёве, командиром 5-й роты 162-го Ахалцыхского пехотного полка.. В 1910 году произведён в подполковники.

## Первая мировая война
Участник Первой мировой войны с 1914 года, в составе Ахалцыхского полка. В 1915 году произведён в полковники. С 1917 года назначен командиром 21-го Финляндского стрелкового полка
10 апреля 1917 года за храбрость был награждён Георгиевским оружием:
за то, что, состоя в рядах 162-го пехотного Ахалцыхского полка, в бою 29 мая 1916 года, под губительным огнём противника, бросившись вперёд, увлёк за собой пришедший в замешательство, под натиском превосходных сил противника полк, и восстановил утраченное положение.
25 сентября 1917 года за храбрость был награждён орденом Святого Георгия 4-й степени:
за то, что  в боях 18 и 19 июня 1917 года у д.Конюхи лично руководил боем, находясь в первой линии наших окопов и лично направляя роты, а затем сам наступал с цепями под сильным огнём противника, подвергая жизнь свою явной опасности. Во время боя 18 июня, несмотря на заминку соседних с ним частей, перешёл в наступление своим левым флангом, захватил укреплённые неприятельские заставы, а затем участки 1 и 2 линий основных  неприятельских окопов, чем упрочил положение соседнего с лева 23 Финляндского стрелкового полка, выдвинувшегося после успешной атаки вперёд на высоту 329; во время этого боя отбил четыре атаки противника. В бою 19 июня, несмотря на недостаточную артиллерийскую подготовку участка неприятельской позиции перед 21 полком, вследствие того, что участок полка считался пассивным, полковник Имшенецкий, лично руководивший боем, правильно оценил обстановку и атаковал своим правым флангом неприятельскую позицию в тесной связи с чехами; обнаружив же крайнюю неустойчивость противника, не теряя минуты, по собственному почину быстро перешёл в наступление по всему фронту полка, что дало возможность захватить неприятельскую позицию сразу на широком участке с большим числом пленных. За два дня боя полком было взято в плен 15 офицеров, 738 солдат и захвачено 12 пулемётов, 2 миномёта, 1 прожектор и другие военные добычи.  Неутомимая, самоотверженная,  полная энергии работа полковника Имшенецкого дала возможность блестяще выполнить свой долг полку, только что перед боем пережившему, под влиянием агитации, тяжёлую внутреннюю болезнь.

### Последующая жизнь
В декабре 1917 года прибыл с фронта в Казань, где вступил в тайную офицерскую организацию. В годы Гражданской войны с 1918 года командовал 1-м Казанским Добровольческим полком и 1-й Самарской стрелковой дивизией. Принимал участие в весеннем наступлении армий адмирала А. В. Колчака, в боях под Уфой, Златоустом, Челябинском. В 1919 году произведён в генерал-майоры с назначением командующим Волжской группой войск в составе Московской группы армий Восточного фронта.
Умер в селе Ук от тифа в ходе Сибирского ледяного похода.

## Награды
- Орден Святого Станислава 3-й степени (1901 год);
- Орден Святой Анны 4-й степени с надписью «За храбрость» (1905 год);
- Орден Святой Анны 3-й степени с мечами и бантом (1906 год);
- Орден Святого Станислава 2-й степени (1909 год);
- Орден Святой Анны 2-й степени с мечами (1914 год);
- Орден Святого Владимира 4-й степени с мечами и бантом (1915 год);
- Орден Святого Владимира 3-й степени с мечами (1916 год);
- Георгиевское оружие (ВП 10.4.1917 года);
- Орден Святого Георгия 4-й степени (ВП 25.9.1917 года);
- Орден Святого Станислава 1-й степени с мечами (1917 год);